# Roger Warren
Pour les articles homonymes, voir Warren.
Pas d'image ? Cliquez ici

a Compétitions nationales et continentales officielles uniquement.

b Matchs officiels uniquement.
Dernière mise à jour le 10 février 2018.
Roger Warren, est né le 19 octobre 1979 aux Samoa, est un joueur de rugby à XV international samoan évoluant au poste d'arrière (1,80 m pour 85 kg).

## Carrière

### En club
- jusqu'en 2004 : Apia West  Samoa
- 2004-2005 : Leicester Tigers (Premiership)  Angleterre
- 2005-2006 : Cardiff Blues (Ligue Celtique)  Pays de Galles
- 2006-2007 : RC Toulon (Pro D2)  France

### En équipe nationale
Il a honoré sa première cape internationale en équipe des Samoa le 29 mai 2004 contre l'équipe des Tonga.

## Palmarès
- 12 sélections en équipe des Samoa entre 2004 et 2008.
- 29 pénalités, 12 transformations, 2 drops (119 points).
- Sélections par année : 2 en 2004, 6 en 2005 et 4 en 2008.